# Royal Danish Playhouse
La Royal Danish Playhouse (in danese Skuespilhuset) è un edificio teatrale del Det Kongelige Teater (Teatro reale danese), situato sul fronte del porto nel quartiere di Frederiksstaden nel centro di Copenaghen in Danimarca. È stato creato come sede appositamente costruita per il teatro drammatico, che integra la vecchia sede del teatro dal 1874 a Kongens Nytorv e al Teatro dell'Opera di Copenaghen del 2004, che vengono utilizzati per il balletto e l'opera.
La Royal Playhouse è stata progettata dallo studio danese Lundgaard & Tranberg e nel 2008 ha ricevuto il premio RIBA European Award per la sua architettura e il premio Red dot design per l'originale forma delle poltrone a sedere.